# 夏卡毛
夏卡毛（Shock Mall），台灣樂團，隸屬於動脈音樂。2006年推出第一張專輯-"拼"。

## 成員
- 主唱、電吉他手 心拓 TAKU（林心拓）
  - 生日：1986年8月25日
  - 學歷：國立台灣大學森林系

- 貝斯手 柏兒 Bogi（陳柏誠）
  - 生日：1986年6月17日
  - 學歷：國立台灣大學土木系

- 鼓手  方頭（江昆餘）
  - 生日：1985年12月30日
  - 學歷：國立臺灣師範大學附屬高級中學

林心拓、江昆餘、陳柏誠均畢業於國立臺灣師範大學附屬高級中學，也都是附中吉他社的成員，林心拓與陳柏誠現均就讀於國立台灣大學。

## 專輯作品
- 拼 2006年8月4日：

1. Find Out
2. 拼
3. 臭耳人
4. 中邪
5. 下雨的四月天
6. 從這開始
7. 罪
8. 這些日子
9. While 17
10. 想不透

## 外部連結
- 夏卡毛官方網站